# Правительство Москвы

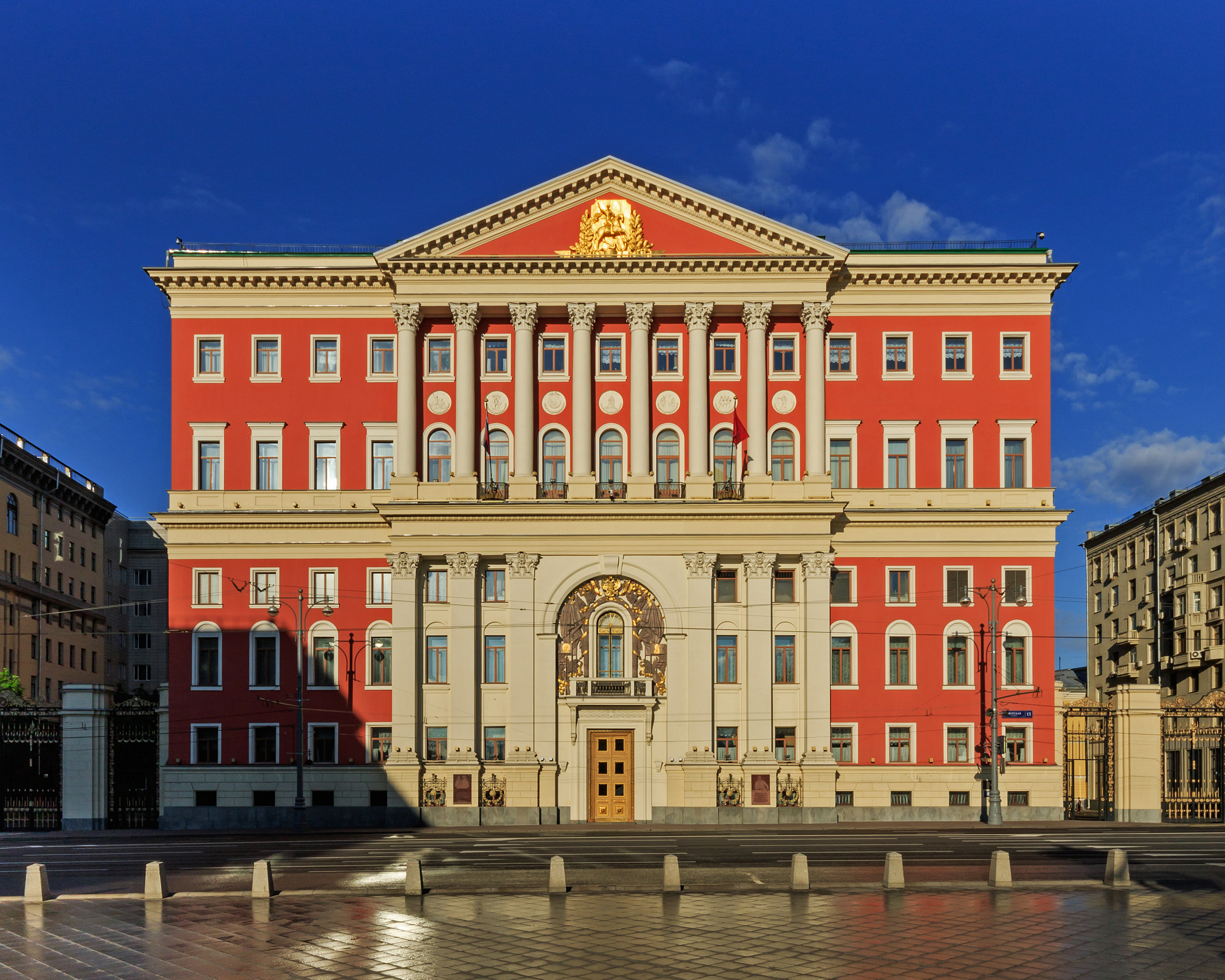
Здание Правительства Москвы (мэрия), расположено по адресу: Тверская улица, дом № 13, вид с противоположной стороны Тверской улицы

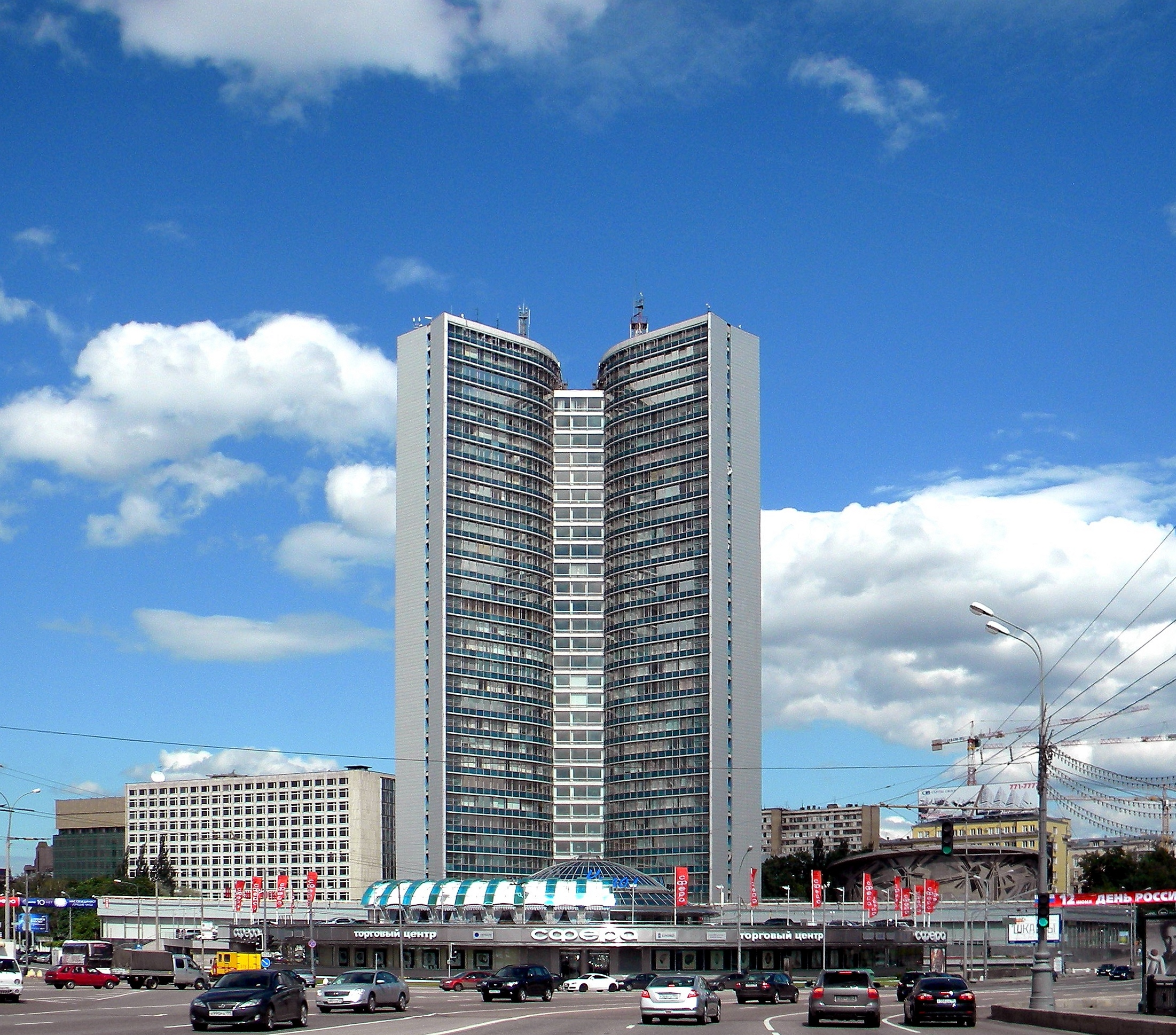
Комплекс зданий Правительства Москвы, по адресу: улица Новый Арбат, дом № 36, бывшее здание СЭВ

Правительство Москвы (мэ́рия) — орган государственной власти, возглавляющий систему органов исполнительной власти города Москвы, в которую входят отраслевые и функциональные органы исполнительной власти (департаменты, комитеты, главные управления, управления и инспекции), осуществляющие исполнительно-распорядительные функции в определённых отраслях и сферах управления городом, а также территориальные органы исполнительной власти для управления на местах — это префектуры административных округов и районные управы.
Возглавляет правительство мэр. Членами московского правительства также являются его заместители, руководитель Аппарата мэра и Правительства Москвы, министры Правительства Москвы и префекты административных округов города Москвы в ранге министров Правительства Москвы.

## История возникновения
В Российской империи вплоть до 1918 года исполнительным органом городского самоуправления была Московская городская управа под руководством городского головы.
В советское время исполнительным органом являлся исполком Моссовета, фактически выполнявший решения горкома партии.
В 1991 году, ещё до распада СССР, впервые в РСФСР в Москве были избраны мэр и правительство, что послужило началом создания новой системы органов исполнительной власти города. Первое время Правительство Москвы и Мосгорисполком существовали параллельно, пока в сентябре 1991 года последний не был упразднён окончательно. Изначально должности мэра города и премьера правительства были разделены. После отставки Гавриила Попова их длительное время совмещал Юрий Лужков. 20 августа 2001 года должность премьера была официально упразднена, правительство стал возглавлять мэр.

## Органы исполнительной власти города Москвы

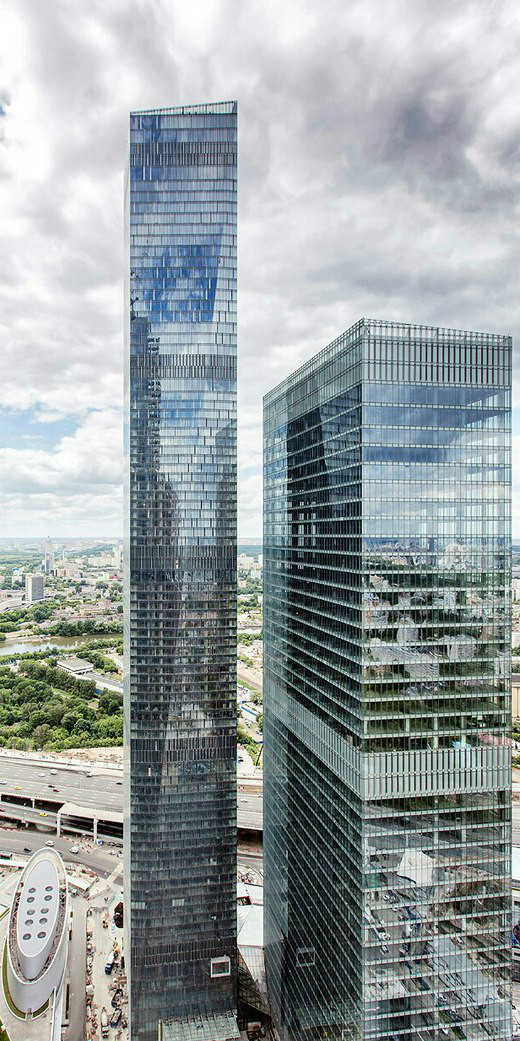
В 2016 году Правительство Москвы приобрело 55000 м² в башне «Око» для офисов

#### Мэр Москвы
Высшим должностным лицом города Москвы является мэр Москвы, избираемый на всеобщих выборах сроком на 5 лет. Напрямую мэру Москвы подчиняются:
- Департамент финансов города Москвы
- Аппарат мэра и правительства Москвы
- Пресс-служба мэра и правительства Москвы
- Главное контрольное управление города Москвы
- Комитет государственного строительного надзора города Москвы
- Государственная инспекция по контролю за использованием объектов недвижимости Москвы
- Департамент природопользования и охраны окружающей среды
- Объединение административно-технических инспекций города Москвы

#### Правительство Москвы
Высшим постоянно действующим коллегиальным органом исполнительной власти города Москвы является правительство Москвы, которое обеспечивает координацию деятельности других органов исполнительной власти. Правительство возглавляет Мэр Москвы.
В Правительство Москвы входят мэр Москвы, заместители мэра Москвы в правительстве Москвы, министры правительства Москвы, которые назначаются и освобождаются от должности мэром.
Заместители мэра и министры правительства возглавляют и координируют работу остальных органов исполнительной власти, объединённые в Комплексы городского управления, созданные для координации деятельности и совершенствования структуры органов исполнительной власти города Москвы.

#### Аппарат мэра и правительства Москвы
- Департамент информационных технологий
- Департамент территориальных органов исполнительной власти
- Комитет общественных связей и молодёжной политики
- Управление делами мэра и правительства Москвы
- Департамент торговли и услуг
- Департамент культурного наследия[7]
- Департамент культуры
- Департамент предпринимательства и инновационного развития
- Комитет по туризму

#### Комплекс городского хозяйства
- Департамент жилищно-коммунального хозяйства
- Департамент капитального ремонта
- Департамент по делам гражданской обороны, чрезвычайным ситуациям и пожарной безопасности
- Государственная жилищная инспекция

#### Комплекс региональной безопасности и информационной политики
- Департамент спорта[8]
- Департамент средств массовой информации и рекламы
- Департамент национальной политики и межрегиональных связей[9]
- Департамент региональной безопасности и противодействия коррупции[10]
- Департамент по обеспечению деятельности мировых судей
- Департамент внешнеэкономических и международных связей

#### Комплекс транспорта, промышленности и дорожно-транспортной инфраструктуры
- Департамент транспорта и развития дорожно-транспортной инфраструктуры
- Департамент инвестиционной и промышленной политики
- Московская административная дорожная инспекция

#### Комплекс социального развития
- Департамент здравоохранения
- Департамент образования и науки
- Департамент труда и социальной защиты населения[11]
- Комитет ветеринарии
- Управление записи актов гражданского состояния
- Главное архивное управление
- Государственная инспекция по качеству сельскохозяйственной продукции, сырья и продовольствия
- Комитет государственных услуг

#### Комплекс экономической политики
- Департамент экономической политики и развития
- Департамент по конкурентной политике

#### Комплекс градостроительной политики и строительства
- Департамент градостроительной политики
- Департамент строительства
- Департамент развития новых территорий
- Комитет по архитектуре и градостроительству (Москомархитектура)
- Департамент городского имущества
- Комитет по ценовой политике в строительстве и государственной экспертизе проектов
- Департамент строительства транспортной и инженерной инфраструктуры

#### Территориальные органы исполнительной власти
- Префектуры административных округов[12]
- Управы районов[12]

#### Выборы в Москве всех уровней
С 2018 года за внутреннюю политику, в том числе за организацию выборов в Москве всех уровней отвечает первый заместитель мэра в Правительстве Москвы — руководитель Аппарата Наталья Сергунина. На этом посту она сменила многолетнюю соратницу мэра Анастасию Ракову, а до этого работала в Федеральном агентстве по управлению государственным имуществом и московских органах по вопросам имущественно-земельных отношений.

## Критика
Частый ремонт дорог
В 2019 году выяснилось, что на 130 улицах Москвы за последние четыре года ремонт прошёл два и более раз. При этом по документам Правительства Москвы, замена асфальта на крупных дорогах должна быть не чаще чем раз в три года, на небольших улицах — раз в 4-5 лет.
Финансовое положение Натальи Сергуниной
1 августа ФБК опубликовал расследование, в котором обвинил мэрию Москвы и заместителя главы города — Наталью Сергунину лично в коррупции на сумму 6,5 млрд рублей (ролик набрал более 2,5 млн просмотров на видеохостинге YouTube). По официальной декларации, она одна из самых небогатых чиновников мэрии. В то же время в ФБК утверждают, что реальное состояние Сергуниной оценивается в 6,5 миллиардов рублей, и отвечая за продажу городской недвижимости на торгах, она занижала стоимость объектов, которые переходили в руки её семьи, сестры и её бывшего мужа. Как утверждают авторы расследования, схема обогащения — «почти идеальное преступление», так как оно было тщательно продумано, а раскрыть его «помогло удивительное стечение обстоятельств».

#### Представленная схема[чего?]
Москва владеет большим количеством различных исторических зданий и объектов культурного наследия. В некоторых случаях выгоднее их продать, чем содержать. И именно такие объекты можно встретить в специализированных журналах для потенциальных покупателей. В расследовании Фонд борьбы с коррупцией также воспользовался такими журналами, но не для покупки особняков, а для нахождения незаконно взятой недвижимости. Был просмотрен июньский выпуск 2016 года (позднее и июльский выпуск). В нём компания ООО «Меркурий» приобретает 3 объекта недвижимости с непропорциональной стоимостью (цена на недвижимость во всех локациях многократно выше приобретённых «Меркурием» объектов). Причём разница между запрашиваемой ценой и самой покупкой была одинакова во всех 3 случаях — 466 150 рублей. Причину этого понять не удалось. Интересно, что в данной схеме используется целая цепочка офшоров. Так, ООО «Меркурий» принадлежит компании из Кипра — Florestar, а она, в свою очередь, ещё двум офшорам с Британских Виргинских островов — Upington International Limited (UIL) и Candee. Параллельно с этим сотрудники ФБК определили, что муж сестры Натальи Сергуниной — Лазарь Сафаниев — владеет, ританской[какой?] компанией Balkan Consalting (это следует выписки в английском реестре юридических лиц). Кроме того, удалось выяснить, что Лазарь является бенефициаром (собственником) Upington International Limited. Это означает, что он является владельцем тех самых купленных на аукционе у столицы объектов. Помимо UIL была исследована также и компания Candee. По ней удалось обнаружить еще 2 объекта («Бронная Плаза» и здание в Замоскворечье). Также в результате расследования была выявлена компания «Альфа — Капитал», которая владеет московским кинотеатром «Октябрь». В итоге, только прямой ущерб от нарушений при приватизации имущества Москвы оценивается в 1 043 млрд рублей. Ни мэрия, ни Сергунина комментарии на этот счет не дали.
Финансовое положение Регнацкого
В 2019 году у матери руководителя департамента региональной безопасности Москвы Владимира Владимировича Регнацкого, который отвечает за согласование митингов и шествий на территории Москвы, обнаружена квартира стоимостью около 200 миллионов рублей, которая до 2011 года принадлежала самому Регнацкому В. В.
Финансовое положение Горбенко
В 2019 году стало известно, что Росреестр изменил имя вице-мэра Москвы Александра Горбенко, который занимается в Правительстве Москвы вопросами региональной безопасности и информационной политики, в документах на загородный участок в подмосковном Битягове площадью 2 гектара. Теперь в выписке владельцем земли значится некий Федоров Иван Иванович, однако дата покупки земли и регистрационный номер сделки совпадают с прежними, когда ей владел Горбенко. Кроме того, соседние участки до сих пор оформлены на сына и жену вице-мэра. На 2 гектарах земли, принадлежащей Горбенко, расположены девять домов, два водоема, три спортивные и игровые площадки, пять статуй и одна скамейка «такса». ФБК оценил имущество на даче вице-мэра в 500 млн рублей.

## Награды города Москвы, утверждённые Правительством Москвы
Правительство Москвы учредило ряд наград, почётных званий и премий города Москвы.
| - Знак Почётного гражданина города Москвы - Знак отличия «За безупречную службу городу Москве» - Знак отличия «За заслуги перед Москвой» - Почётный знак «Родительская слава города Москвы» - Почётная грамота Правительства Москвы - Почётный знак «Заслуженный учитель города Москвы» | - «Почётный работник государственной службы города Москвы» - «Почётный работник жилищно-коммунального хозяйства города Москвы» - «Почётный работник здравоохранения города Москвы» - «Почётный деятель искусств города Москвы» - «Почётный работник культуры города Москвы» - «Почётный работник муниципальной службы города Москвы» - «Почётный деятель науки и техники города Москвы» - «Почётный работник образования города Москвы» - «Почётный работник охраны окружающей среды города Москвы» - «Почётный работник печати города Москвы» - «Почётный пожарный города Москвы» - «Почётный работник правоохранительных органов города Москвы» - «Почётный работник промышленности города Москвы» - «Почётный работник социальной защиты населения города Москвы» - «Почётный строитель города Москвы» - «Почётный работник торговли и сферы услуг города Москвы» - «Почётный работник транспорта и связи города Москвы» - «Почётный работник физкультуры, спорта и туризма города Москвы» - «Почётный экономист города Москвы» - «Почётный энергетик города Москвы» - «Почётный реставратор города Москвы» | - Премия города Москвы в области журналистики - Премия города Москвы «Легенда века» - Премия города Москвы в области литературы и искусства - Премия города Москвы в области медицины - Премия города Москвы в области образования - Премия города Москвы в области физической культуры, спорта и туризма - Премия города Москвы в области обеспечения безопасности |